# Фридрих Карл Лудвиг Адолф фон Сайн-Витгенщайн
Фридрих Карл Лудвиг Адолф фон Сайн-Витгенщайн (на немски: Friedrich Karl Ludwig Adolf von Sayn-Wittgenstein; * 20/23 ноември 1772; † 10 октомври 1827) е граф на Сайн-Витгенщайн.

## Произход
Той е четвъртият син на граф Фридрих Карл фон Сайн-Витгенщайн-Сайн (1703 – 1786) и съпругата му графиня София Фердинанда Хелена Амалия фон Сайн-Витгенщайн (1741 – 1774), дъщеря на граф Карл Вилхелм фон Сайн-Витгенщайн-Берлебург-Карлсбург (1693 – 1749) и графиня Шарлота Луиза фон Хенцкел-Донерсмарк (1709 – 1784).

## Фамилия
Фридрих Карл Лудвиг Адолф фон Сайн-Витгенщайн се жени за Йохана Филипина Марбург (* 27 май 1782; † 6 ноември 1815). Те имат една дъщеря:
- Аделхайд Шарлота Франциска Елеонора Лудовика фон Сайн-Витгенщайн (* 30 август 1815; † август 1881), неомъжена